# Jože Burnik
Jože Burnik, slovenski harmonikar in skladatelj, * 2. avgust 1947, Jesenice.  
Osnovno in glasbeno šolo je obiskoval na Jesenicah in se ob igranju dodatno še sam izobraževal. Igral je v več narodnozabavnih glasbenih skupinah, v letih 1973−1983 tudi v Alpskem kvintetu.
Napisal je okrog 500 skladb. Na različnih festivalih je prejel več prvih nagrad. Njegova skladba Dobro jutro (COBISS) je postala pravi hit in je posneta v več kot 200 različicah. Burnik velja za enega najuspešnejših skladateljev narodnozabavne glasbe, v to glasbo je prinesel nov stil, ki ga je v prvi vrsti razvil Alpski kvintet. Vodil je tudi svoj ansambel, melodije pa piše za mnogo izvajalcev. Je "oče" številnih ansamblov. Njegova najuspešnejša dela so: Dobro jutro, Vračam se v Slovenijo, Pojdi z mano v hribe, Zapleši z mano, Mladi lovec, Slavni ribič, Mengeška...
Jože Burnik je oče slovenske flavtiske Anje Burnik.